# Lamyctes anderis
Lamyctes anderis är en mångfotingart som beskrevs av Chamberlin 1955. Lamyctes anderis ingår i släktet Lamyctes och familjen fåögonkrypare.
Artens utbredningsområde är:
- Bolivia.
- Ecuador.
- Peru.

Inga underarter finns listade i Catalogue of Life.